# Liste in Malawi vorhandener Dampflokomotiven
Dies ist eine Liste erhaltener Dampflokomotiven auf dem Gebiet von Malawi.
Wie beim Großteil der Bahnen im südlichen Afrika wurden die Bahnstrecken Malawis mit der Spurweite 1067 mm errichtet.

## Lokomotiven mit Spurweite 1067 mm
| Foto | Nummer oder Name             | Bauart / Achsfolge | Hersteller            | Fabrik-nr. | Baujahr | Historie                                                                       | Eigentümer / Betreiber / Strecke | Standort                   | Bemerkungen                  |
| ---- | ---------------------------- | ------------------ | --------------------- | ---------- | ------- | ------------------------------------------------------------------------------ | -------------------------------- | -------------------------- | ---------------------------- |
|      | Malawi Railways 1 'Thistle'  | B t                | W.G. Bagnall          | 1705       | 1902    | neu Shire Highlands Railway "1" → Nyasaland Railways "1" → Malawi Railways "1" |                                  | Blantyre, Limbe Station    | älteste Lokomotive in Malawi |
|      | Malawi Railways 2 'Shamrock' | B t                | W.G. Bagnall          | 1719       | 1903    | neu Shire Highlands "2" → Nyasaland "2" → Malawi Railways "2"                  |                                  | Blantyre, Museum of Malawi | [ 2 ]                        |
|      | Malawi Railways 8            | 2' D               | Hawthorn Leslie & Co. | 3077       | 1914    | neu Shire Highlands "8" → Nyasaland "8" → Malawi Railways "8"                  |                                  | Lilongwe                   | [ 3 ]                        |
|      | Malawi Railways 49           | 1'D1'              | Henschel & Sohn       | 28978      | 1954    | neu Njassaland "49" → Malawi Railways "G 49"                                   |                                  | Blantyre, Locomotive Depot | jüngste Lokomotive in Malawi |